# Blue (yacht)
För andra betydelser, se Blue.
Blue är en megayacht tillverkad av Lürssen i Bremen i Tyskland. Hon sjösattes i februari 2022 och levererades i juli samma år till sin ägare schejk Mansour bin Zayed Al-Nahyan, emiratisk kunglighet och vice premiärminister.
Megayachten designades både exteriört och interiört av Terence Disdale. Blue är 160 meter lång och har en kapacitet på 48 passagerare fördelat på 24 hytter. Den har också en besättning på 80 besättningsmän samt minst en helikopter.
Blue kostade uppskattningsvis 600 miljoner amerikanska dollar att bygga.